# Availles-Limouzine
Availles-Limouzine település Franciaországban, Vienne megyében. Lakosainak száma 1287 fő (2022. január 1.). Availles-Limouzine Abzac, Lessac, Millac, Pressac, Saint-Martin-l’Ars és Le Vigeant községekkel határos.

## Népesség
A település népességének változása:
| Lakosok száma | 1293 | 1290 | 1308 | 1272 | 1256 | 1244 | 1237 | 1262 | 1287 |
|               | 2013 | 2015 | 2016 | 2017 | 2018 | 2019 | 2020 | 2021 | 2022 |